# Nasal velar sorda
La nasal velar sorda es un tipo de sonido consonántico, usado en algunas lenguas habladas. El símbolo en el alfabeto fonético internacional que representa este sonido es ⟨ŋ̊⟩, una combinación de la letra para la nasal velar y un diacrítico que indica la ausencia de sonoridad. (Por razones de legibilidad, el anillo normalmente se coloca por encima de la letra, en lugar de lo normal ⟨ŋ̥⟩). El símbolo X-SAMPA equivalente es N_0.

## Aparición en distintas lenguas
- Birmano: ငှါး [ŋ̊á] pedir prestado
- Feroés: onkur [ˈɔŋ̊kʰʊɹ] nadie
- Galés: fy nghot [və ŋ̊ɔt] mi abrigo
- Yupik de Alaska Central: calisteńguciquq [tʃaˈlistəˈŋ̊utʃɪquq] él será un trabajador
- Islandés: banka [ˈpäu̯ŋ̊kä] golpear
- Washo: dewŊétiʔ [dewˈŋ̊etiʔ] ladera inclinada hacia abajo
- Xùmǐ: [EPŋ̊ɑmõ] camello

- Datos: Q7939657